# ياسمين عزيز
ياسمين عزيز (16 أكتوبر 1988) هي عازفة كمان وموسيقية من أصل تونسي، مولودة في المملكة المتحدة وهي تقطن حاليا في تونس.

## تعليمها
بدأت ياسمين بالعزف على الكمان وهي في الرابعة من عمرها وعندما بلغت الثامنة من عمرها، تم قبولها في مدرسة يهودي مينوهين في سوري، إنجلترا.
بدأت الأداء على خشبة المسرح في سن الحادية عشرة تقريبًا، وعندما بلغت السابعة عشرة من عمرها، حصلت على المركز الثاني في مسابقة «أفضل موسيقي شاب للعام» في Sevenoaks ، بريطانيا العظمى. تألفت لجنة تلك المسابقة من مدرسين من الكلية الملكية للموسيقى في لندن الذين أشادوا على موهبتها ونهجها المهني وحضورها على المسرح. واصلت دراستها هناك حتى عام 2008. خلال فترة وجودها في مدرسة يهودي مينوهين، كانت شاركت بشكل فعال في الحفلات الموسيقية التي أقامتها المدرسة.
انتقلت ياسمين إلى الولايات المتحدة عندما كانت في الثامنة عشرة من عمرها، بعد أن حصلت على مكان في معهد نيو إنجلاند الموسيقي في بوسطن، ماساتشوستس. في وقت لاحق، في عام 2010، تم وضعها على قائمة الشرف من قبل عميد المعهد الموسيقي. في نفس العام، كانت واحدة من تسعة متسابقين نهائيين في مسابقة كمان الشباب العالمية في سيدني، حيث مثلت إفريقيا والشرق الأوسط.

## المصنفات والعروض الموسيقية

### الألبومات والأقراص
- انصهار (In English:Fusion)

تم تسجيل "Fusion" في الولايات المتحدة بالتعاون مع عازف الأورغن شاين سيمبسون وعازف الجيتار فيل إيلوني وعازف القيثارة براد باريت وعازف الطبول ستيف لانجون وعازف الإيقاع محمد عبد القادر بلحاج قاسم وعازف الساكسفون ديلان شيري.
- ألبوم «الجاز»

صدر «ألبوم الجاز» في 13 نوفمبر 2014.
- قصيدة لإيفان
- قصيدة لجو موريس
- الأسود هو لون شعر حبي الحقيقي
- قصيدة للنفس
- صرع
- قصيدة لسيسيل تايلور
- بعد أن تذهب (In English:After You Go)

تم إصدار فيلم After You Go بواسطة The Wig & Panooc ضمن تسجيلات Urban House في 10 يونيو 2017 ويضم ياسمين عزيز.
- الياسمين الأفريقي

في 20 يناير 2020، أصدرت ياسمين ألبومًا جديدًا ياسمين أفريقي، عادت بتجربة جديدة تجلب إيقاعات وأصواتًا جديدة من القارة الأفريقية.
يحتوي الألبوم على خمسة معزوفات:
- أفريقيا
- بلي بيك (In English:Ble Bek)
- سواد الزهرة
- ليلى
- الياسمين الأفريقي[8]

- أشرطة الفيديو والموسيقى

أدت ياسمين في أغاني مصورة لأغانيها Neon Balloons and Fabulous.

### حفلات وجولات موسيقية
قدمت ياسمين عروضاً في أماكن معروفة مع فرق أوركسترا وموسيقيين مشهورين من جميع أنحاء العالم. تشمل المواقع البارزة Royal Albert Hall مع Evgeny Kissin و The Merchant Taylors Hall إلى جانب Sarah Chang ومسرح Sheldonian مع Andras Schiff.
لعبت في كل من الأماكن المذكورة أعلاه دور عازفة كمان كلاسيكية. كما قامت فرقة وستمنستر الفيلهارمونية والأوركسترا السيمفونية اللبنانية وأوركسترا "Balle de Vienne" بعرضها على أنها عازفة منفردة في حفلاتهم الموسيقية. سمح لها عملها كمرتجلة بالتعاون مع فنانين آخرين معترف بهم عالميًا. لعبت مع نصير شما في دار الأوبرا المصرية، وجو موريس في Bimhuis ، Quai de Branly في باريس، و dKinan Azmeh في دار الأوبرا الملكية في مسقط، وكذلك مع رامي عياش، أجوستي فرنانديز، رامي خليفة، أنطوني كولمان، وكوري بيساتورو. إلى جانب الأداء للجمهور، قدمت ياسمين أيضًا عرضًا رئيسيًا لإلفيس كوستيلو في معهد نيو إنجلاند كونسرفتوار في عام 2013 بالإضافة إلى دروس رئيسية في دار الأوبرا السلطانية في عمان، ومعهد الموسيقى في تونس، وفي معهد ماساتشوستس للتكنولوجيا في ماساتشوستس.

## أفلامها
ظهرت في فيلم قصص تونسيات عام 2011، الذي أخرجته ندى مزني حفيظ، تلعب ياسمين دور شمس، أحد أبطال الفيلم الرئيسيين. جنبا إلى جنب مع التمثيل في الفيلم، قامت ياسمين أيضا بتأليف موسيقى الفيلم. تم عرضه في المهرجانات العالمية، بما في ذلك مهرجان كان السينمائي في عام 2012.

## أكاديمية ياسمين عزيز
اختارت ياسمين مجموعة من الطلاب لمتابعة تعليمهم في تونس. يهدف المشروع إلى المساعدة في إلهام الموسيقيين الشباب ليصبحوا عازفين منفرددين وعازفين أوركسترا محليًا وخارجيًا. يجري تحضير الطلاب للمشاركة في حفلات ياسمين المستقبلية. تأمل الأكاديمية في إلقاء الضوء على النجاحات التي يمكن تحقيقها في أقسام الموسيقى في تونس بموارد مالية محدودة.